# Deportivo Atlas
El Club Social y Deportivo Atlas es un club de fútbol, que representa al departamento de Chiquimula y al municipio de Esquipulas, participa en la Tercera División de Guatemala, tras perder la categoría tras quedar en el puesto 36° de la Segunda División de Guatemala en la temporada 2022-2023, este sería la 4.ª categoría del futbol chapín. 

## Historia
El club Social y Deportivo Atlas fue fundado el 7 de octubre de 1943 en 1992 se afilia a la Segunda División de Guatemala  y desde 2012 hasta 2023 juega en el grupo B de dicha división.
Actualmente juega en la tercera división debido al descenso de la segunda división en 2023 junto a Barcenas Villa Nueva, Futeca y CJ Retaltecos.

## Palmarés
- Copa Buezo Hurtado  2002, 2005, 2006, 2008, 2009, 2010, 2011
- Copa Esquipulas 2008, 2009, 2010, 2011
- Torneo Clausura Segunda División 2010
- Copa Coliseo
- Copa Unión